# Malcolm McDowell
Malcolm John Taylor (Horsforth, Inglaterra, 13 de junio de 1943), más conocido como Malcolm McDowell, es un actor de televisión y de cine británico. A lo largo de una trayectoria de más de cincuenta años, ha interpretado toda clase de papeles como actor de carácter.
Es conocido por sus controvertidos roles como Alex DeLarge en La naranja mecánica de Stanley Kubrick (1971), el emperador Calígula en la cinta de Tinto Brass Calígula (1979) y Mick Travis en la trilogía de Lindsay Anderson If... (1968), O Lucky Man! (1973) y Britannia Hospital (1982). También es conocido por su trabajo en Time After Time (1979), Cat People (1982), Blue Thunder (1982), Star Trek Generations (1994), Tank Girl (1995), la versión de 2007 de la cinta de terror Halloween y su secuela de 2009, Halloween II, Easy A (2010) y The Artist (2011).
Ha participado en varias producciones de televisión como Entourage (2006-2007; 2009-2011), Heroes (2007-2008), Franklin & Bash (2011-2014) y Mozart in the Jungle (2014-2018). Narró el documental The Compleat Beatles (1982), y en años recientes se ha convertido en un prolífico actor de voz en películas, series de televisión y videojuegos como Metalocalypse (2007-2012), Bolt (2008), Fallout 3 (2008), God of War III (2010), Call of Duty: Black Ops III (2015) y The Elder Scrolls Online (2015). Recibió una estrella en el Paseo de la Fama de Hollywood en 2012.

## Primeros años
Malcolm John Taylor nació en Horsforth, Yorkshire, hijo de Edna, una trabajadora hotelera y de Charles Taylor, miembro de la RAF y posteriormente dueño de un pub. Tiene dos hermanas, Gloria y Judy.
Se crio en Liverpool y trabajó como operario en una fábrica y sirviendo bebidas en el pub de sus padres. Después se desempeñó como vendedor de café (este último trabajo sirvió de inspiración para la película O Lucky Man!, cinta que protagonizó en 1973). Las clases de actuación constituían un refugio para su humilde condición, hasta que finalmente consiguió trabajo estable como extra en la Royal Shakespeare Company. Más adelante inició su formación como actor en la Academia de Música y Arte Dramático de Londres.

## Carrera
Debutó en la pantalla grande en la película Poor Cow de 1967. Aunque su nombre apareció en los créditos, las escenas en las que apareció fueron eliminadas de la versión final de la cinta. Un año después protagonizó la película If... del director británico Lindsay Anderson, en la que interpretó a un joven rebelde llamado Mick Travis. Hito del cine contracultural británico, la película fue incluida en la lista del BFI de las 100 mejores películas británicas del siglo XX en la posición n.º 12. En 1970 apareció en la película Figures in a Landscape y un año después en The Raging Moon. Su actuación en If... llamó la atención del director Stanley Kubrick, que lo eligió como el protagonista de su película La naranja mecánica, una adaptación de la novela homónima de Anthony Burgess. A pesar de ganarse la aclamación crítica (fue postulado como Mejor actor por el Círculo de críticos de cine de Nueva York) por su papel como el líder de una pandilla de jóvenes vándalos con un fin de crítica hacia la sociedad, McDowell creó una caracterización tan inolvidable que el público tardó un largo tiempo en separar el actor del personaje.

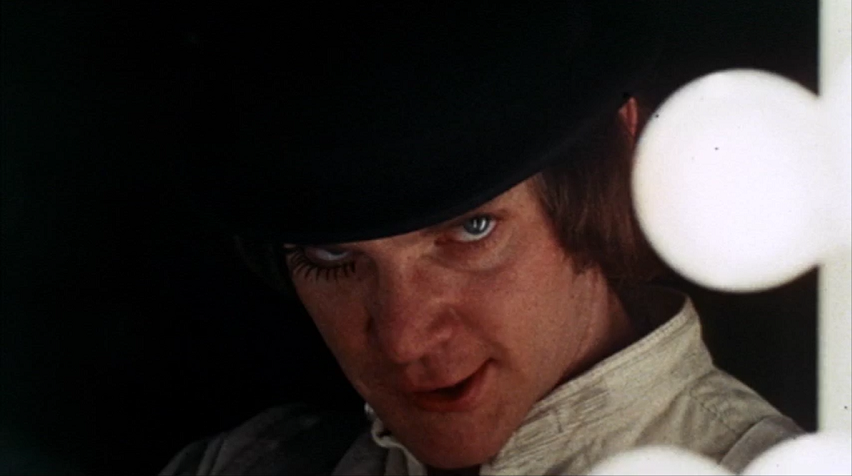
McDowell en el papel de Alex DeLarge, en La naranja mecánica (1971).

Volvió a trabajar con el director Lindsay Anderson en la película O Lucky Man! (1973), inspirada en la experiencia del actor cuando trabajó como vendedor de café. Nuevamente su interpretación fue alabada por la crítica, que al mismo tiempo consideró a la película como una de las mejores producciones discográficas en la historia del cine británico. Su trabajo con Anderson concluyó con su participación en Britannia Hospital (1982), tercera entrega de la trilogía que inició con If... en 1968. El actor figuró con regularidad en producciones de la televisión británica a principios de la década de 1970, en adaptaciones de clásicos teatrales. Protagonizó la cinta Aces High (1975) y coprotagonizó Voyage of the Damned (1976), apareciendo también en la película para televisión She Fell Among Thieves, basada en la novela clásica de Dornford Yates. 
En 1979 encarnó al controvertido emperador romano Calígula en la película del director italiano Tinto Brass Calígula. Basada en un guion de Gore Vidal, la cinta fue prohibida en algunos países por sus fuertes escenas de sexo y violencia. Las reseñas de la crítica especializada fueron abrumadoramente negativas, sin embargo, la actuación de McDowell como el personaje principal y la de Peter O'Toole en el papel de Tiberio recibieron elogios. Calígula se considera en la actualidad un clásico de culto. Ese mismo año debutó en el cine de Hollywood interpretando al escritor H. G. Wells en la cinta Time After Time. En esta popular película conoció a Mary Steenburgen, con quien se casó en 1980 y de quien se divorció diez años después.
El actor a menudo realizaba papeles antagónicos, y afirmaba al respecto: "Supongo que soy reconocido por hacer de villano, pero esa solamente sería la mitad de mi carrera si la terminara en este momento". En su biografía Anthony Burgess: A Life, el autor Roger Lewis se refirió a la carrera de McDowell de la siguiente manera: "Su cara de chico guapo se desvaneció y fue condenado a interpretar papeles de villano en películas para televisión que se presentan en el Canal 5".
En 1982 narró el documental The Compleat Beatles. Actuó en la cinta de acción Blue Thunder (1983) como F.E. Cochrane y en la película de terror Cat People (1982), remake de la película del mismo nombre estrenada en 1942. En 1983 protagonizó Get Crazy en el papel de Reggie Wanker, una parodia del músico británico Mick Jagger. Ese mismo año encarnó al lobo Reginald von Lupen en la versión del teatro Faerie Tale de la obra "Caperucita Roja" (su esposa en ese entonces, Mary Steenburgen, interpretó el personaje de Caperucita). El actor es conocido en el mundo de Star Trek como "el hombre que mató al Capitán James T. Kirk" en la película Star Trek VII: La próxima generación, en la que hizo el papel del científico Tolian Soran. Este hecho le valió recibir amenazas de muerte de parte de algunos obsesivos fanáticos de la saga. Es tío en la vida real de Alexander Siddig, miembro del reparto de Star Trek: Espacio Profundo Nueve. McDowell ha aparecido en una gran cantidad de videojuegos, y se  recuerda especialmente su participación como el almirante Geoffrey Tolwyn en la franquicia Wing Commander. También se interpretó a sí mismo en la película de Robert Altman The Player, haciendo un cameo en el que increpa al protagonista Griffin Mill (Tim Robbins) por hablar mal de él a sus espaldas. Trabajó nuevamente con Altman en The Company (2003) en el papel de "Mr. A.", el director ficticio del Ballet de Chicago. Su personaje se basó en el director Gerald Arpino.
En 1995 protagonizó junto a la actriz Lori Petty la película de ciencia ficción Tank Girl, interpretando al villano Doctor Kesslee, malvado director de la compañía Water and Power, cuyo objetivo era convertir a la Tierra en un desierto para poder controlar sus escasas fuentes de agua. Más adelante apareció en la serie de dibujos animados South Park en el capítulo "Pip", donde narra el cuento Grandes Esperanzas  de Charles Dickens. En los créditos de ese capítulo solo se le menciona como "una persona británica". Tuvo una corta pero memorable participación interpretando a un despiadado mafioso en la película policíaca británica Gangster No. 1 (2000). En la cinta I'll Sleep When I'm Dead (2003) interpretó el papel de un hombre heterosexual que viola a un joven traficante de drogas para "darle una lección". La película también fue protagonizada por Clive Owen como el hermano mayor de la víctima.

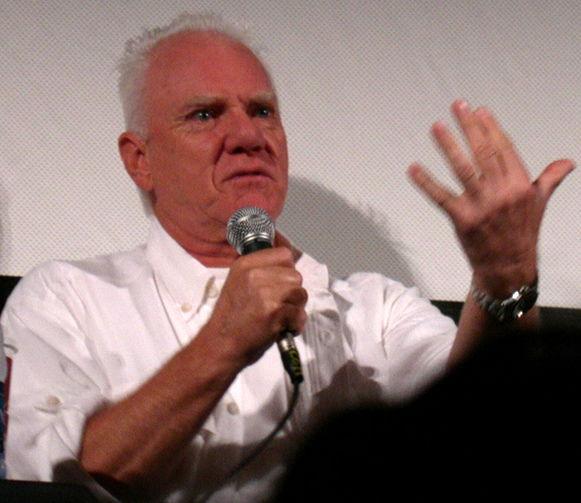
McDowell, en el 2006.

En rl 2006, McDowell interpretó al magnate de la radio Jonas Slaughter en la serie Law & Order: Criminal Intent. El año siguiente encarnó al malvado señor Linderman en la primera temporada de la serie Heroes, de la NBC, un rol que repitió en el inicio de la tercera temporada. Protagonizó la historia Jerry Was a Man, que se incorporó como episodio de la serie de antología Masters of Science Fiction. Interpretó el papel de Terrence McQuewick en la serie Entourage y tuvo una aparición estelar como el diseñador de modas Julian Hodge en un episodio de la cuarta temporada de la serie Monk. Never Apologize es un documental del 2007 en el que McDowell narra sus experiencias trabajando con el director Lindsay Anderson.
Malcolm retomó el papel del doctor Samuel Loomis, personaje interpretado originalmente por Donald Pleasence, en la versión de 2007 de la película clásica de terror Halloween bajo la dirección de Rob Zombie. Dos años después repitió su papel en Halloween II. Aunque ambas producciones no gozaron de una buena recepción crítica, tuvieron un buen comportamiento de taquilla, y su actuación en ambas fue aclamada. Interpretó el papel de Desmond LaRochette en la cinta de Robert Whitlow The List (2007) y al patriarca irlandés Enda Doyle en Red Roses and Petrol' (2003). Su siguiente aparición en cine ocurrió en la película de vampiros Suck (2009), donde compartió reparto con los músicos de rock Alice Cooper, Iggy Pop, Henry Rollins y Alex Lifeson. En diciembre del 2009 realizó una aparición especial en el vídeoclip de la canción "Snuff" de la banda de heavy metal Slipknot. Interpretó al curador Lombardi en la película de corte postapocalíptico The Book of Eli (2010), aunque su presencia no apareció en los créditos. Encarnó a Satanás en la comedia cristiana Suing the Devil (2011).
En 2011 fue elegido para interpretar a Stanton Infeld en la serie de TNT Franklin & Bash. En 2012 apareció en las películas de terror Vamps y Silent Hill: Revelation y en la ganadora del Premio de la Academia The Artist en el papel del mayordomo. El 16 de marzo de 2012 el actor recibió una estrella en el Paseo de la Fama de Hollywood, cerca del pub británico Pig n' Whistle en la avenida Hollywood Boulevard. El actor Gary Oldman estuvo presente en la ceremonia y rindió tributo a McDowell por inspirarlo a convertirse en actor.
En 2013 protagonizó la cinta de suspenso The Employer, por la que ganó el premio al mejor actor en Los Angeles Movie Awards. El mismo año, se aventuró en el género steampunk, protagonizando el cortometraje Cowboys & Engines junto con Richard Hatch y Walter Koenig. En el 2013 encarnó a Enrique II de Inglaterra en la cinta Richard the Lionheart, en la que Gregory Chandler fue el personaje principal. En el 2016 trabajó nuevamente con Rob Zombie en el papel de Father Murder en la película de horror 31.

### Como actor de voz

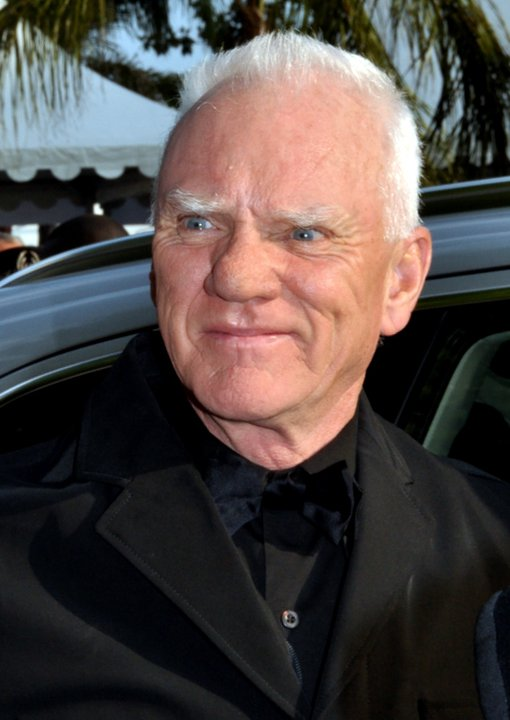
Malcolm McDowell, en el Festival de Cannes 2011.

McDowell se encargó de narrar el documental The Compleat Beatles, estrenado en 1982. Ha aportado su voz para los personajes de Lord Maliss en Happily Ever After (1993), Metallo en Superman: The Animated Series, Mad Mod en Teen Titans, Merlín en DC Showcase: Green Arrow y (2010) Arkady Duvall (hijo de Ra's al Ghul) en Batman: The Animated Series. También ha realizado papeles de voz en las series de la franja Adult Swim Metalocalypse  y Pollo robot. Fue la voz del doctor Calico en la película animada de Disney Bolt (2008) y la de Reeses II en la serie animada Captain Simian & the Space Monkeys, un programa repleto de referencias a muchas películas, incluido su propio papel en La naranja mecánica.
Entre 2006 y 2007 contribuyó en la narración de dos álbumes tributo a la banda británica Pink Floyd producidos por Billy Sherwood: Back Against the Wall y Return to the Dark Side of the Moon. También aportó narraciones en el álbum #NEWGOREORDER del cantante israelí Borgore. En 2008 empezó a interpretar un papel recurrente como el abuelo Fletcher en la serie Phineas and Ferb.
Repitió su papel como Metallo en el videojuego Superman: Shadow of Apokolips y en un episodio de Justice League Unlimited. Aportó la voz del presidente John Henry Eden en el juego de vídeo Fallout 3, de Rupert Pelham en WET, de King en Solomon y de Jorhan Stahl en Killzone 3. También interpretó la voz de Dédalo en God of War III y del doctor Monty en Call of Duty: Black Ops III.

## Vida privada
Estuvo casado con la actriz Margot Bennett de 1975 a 1980. Más adelante se casó con la actriz Mary Steenburgen, la que conoció en el set de filmación de Time After Time. Tuvieron dos hijos, Lily Amanda, nacida el 21 de enero de 1981 y Charles Malcolm Mcdowell, nacido el 10 de julio de 1983. La pareja se divorció en 1990. 
Desde 1991 está casado con Kelley Kuhr, con la que ha tenido tres hijos: Beckett Taylor McDowell (nacido el 29 de enero de 2004), Finnian Anderson McDowell (nacido el 23 de diciembre de 2006) y Seamus Hudson McDowell (nacido el 7 de enero de 2009). Actualmente reside en Ojai, California.

## Filmografía parcial
- Poor Cow (1967)
- If.... (1968)
- Figures in a Landscape (1970)
- The Raging Moon, de Bryan Forbes (1971)
- La naranja mecánica (A Clockwork Orange) (1971)
- O Lucky Man! (1973)
- Royal Flash (1975)
- Voyage of the Damned (1976)
- Aces High (1976)
- Calígula (1979)
- El pasaje (1979)
- Time After Time (1979)
- Merlin and the Sword (1982)
- Britannia Hospital (1982)
- Cat People (1982)
- The Compleat Beatles (1982)
- Blue Thunder (1983)
- Cross Creek (1983)
- Get Crazy (1983)
- Little Red Riding Hood TV (1983)
- Gulag (1985)
- Sunset (1988)
- Buy & Cell (1989)
- Class of 1999 (1990)
- Moon 44 (1990)
- Disturbed (1990)
- Tsareubiytsa (1991)
- The Player (1992)
- Las cadenas del deseo (Chain of Desire) (1992)
- The Man Who Wouldn't Die (1993)
- Night train to Venice (1993)
- Bopha! (1993)
- Star Trek VII: La próxima generación (Star Trek: Generations) (1994)
- Un regalo para papá (Milk Money) (1994)
- Exquisite Tenderness (1994)
- Kids of The Round Table (1995)
- Fist of the North Star (1995)
- Tank Girl (1995)
- Our Friends in the North (1996) (TV)
- The Little Riders (TV) (1996)
- Superman: The Animated Series (1996-2000)
- 2103: The Deadly Wake (1997)
- Mr. Magoo (1997)
- Hugo Pool (1997)
- LEXX, episodio "Giga Shadow" (1997)
- Las primeras 9 semanas y media (The First 9 1/2 Weeks) (1998)
- Garden of Evil (1998)
- Southern Cross (1999)
- My Life so Far (1999)
- Love Lies Bleeding (1999)
- Gangster No. 1 (2000)
- Island of the Dead (2000)
- Princess of Thieves (TV) (2000)
- Stanley Kubrick: A Life in Pictures (2001)
- Just Visiting (2001)
- The Void (2001)
- Tempo (2002)
- Soy espía (2002)
- Between Strangers (2002)
- Shadow Realm (2002) (TV)
- Firestarter 2: Rekindled (TV) (2002)
- Tempo (2003)
- Red Roses and Petrol (2003)
- The Company (2003)
- Inhabited (2003)
- I'll Sleep When I'm Dead (2003)
- Hidalgo (2003)
- Evilenko (2004)
- In Good Company (2004)
- Bobby Jones: A Stroke of Genius (2004)
- Rag Tale (2005)
- The Curse of King Tut's Tomb (2006)
- Entourage (2006)
- War and Peace (TV) (2007)
- Halloween (2007)
- Doomsday (2008)
- Bolt (2008)
- Delgo (2008)
- CSI: Miami (2009) (Temporada 8 Episodio 16)
- H2: Halloween 2 (2009)
- The Book of Eli (2010)
- Easy A (2010)
- The Mentalist, serie de televisión, 5 episodios (2010-2014)
- Vamps (2011)
- The Artist (2011)
- Silent Hill: Revelation (2012)
- Excision (2012)
- Home Alone: The Holiday Heist (2012)
- Mozart in the Jungle, serie de televisión (2014-2018)
- The Mystery of Casa Matusita (2015)
- Los caballeros no tienen memoria (2015)
- Trip Tank, serie de televisión, 4 episodios (2015-2016)
- 31 (2016)
- Gorod Krovi (videojuego) Voz del Dr. Monty (2016)
- Call of Duty: Revelations (videojuego) Voz del Dr. Monty (2016)
- The Black Hole (2016)
- Mississippi Murder (2017)
- Death Race 2050 (2017)
- Jeff & Some Aliens, serie de televisión (2017)
- Walk of Fame (2017)
- Grow House (2017)
- The Elder Scrolls Online: Morrowind (videojuego) voz de Molag Bal (2017)
- American Satan (2017)
- Yamasong: March of the Hollows (2017)
- Welcome to the Wayne (serie de cortos para televisión) 1 episodio (2017)
- Dreams I Never Had (2017)
- Culture of Fear (2017)
- We Bare Bears, serie de televisión (2017-2018)
- Chicago Med, serie de televisión (2018)
- Star Wars Rebels, serie de televisión (2018)
- Abnormal Attraction (2018)
- Corbin Nash (2018)
- Fair and Balanced (2019)
- Bombshell (2019)
- Scooby-Doo and Guess Who?, serie de televisión (2020)
- The Big Ugly (2020)
- Truth Seekers (2020)
- The Christmas Chronicles: Part Two (2020)
- Free Lunch Express (narrador) (2020)
- Timecrafters: The Treasure of Pirate's Cove (2020)
- Blood on the Crown (2021)
- Castlevania (2021)
- She Will (2021)
- Thelma (2024)